# マディケン
マディケン（Madicken）は、アストリッド・リンドグレーンが創作したキャラクターの1人である。本名はマルガレータ・エングストレム（Margareta Engström）。マディケンに関する本と映画は第一次世界大戦（しばしば「戦争」として作中で言及される）中のスウェーデンの小さな町を舞台とする。

## マディケン
マディケンは両親、妹のリサベット、お手伝いのアルバと農場六月が丘で暮らしている。父のヨナスは雑誌Arbetets Häroldの編集者で、社会主義者である。母のカイサはもっと上品で、子供たちが汚ない言葉を言うのを我慢できない。また、少し「上流階級で繊細」なところもあり、寝てしまうこともある。しかし、そんな母も、お手伝いのアルバが市長夫人の豪華な舞踏会に参加することを認めるなど、急進主義的なこともある。

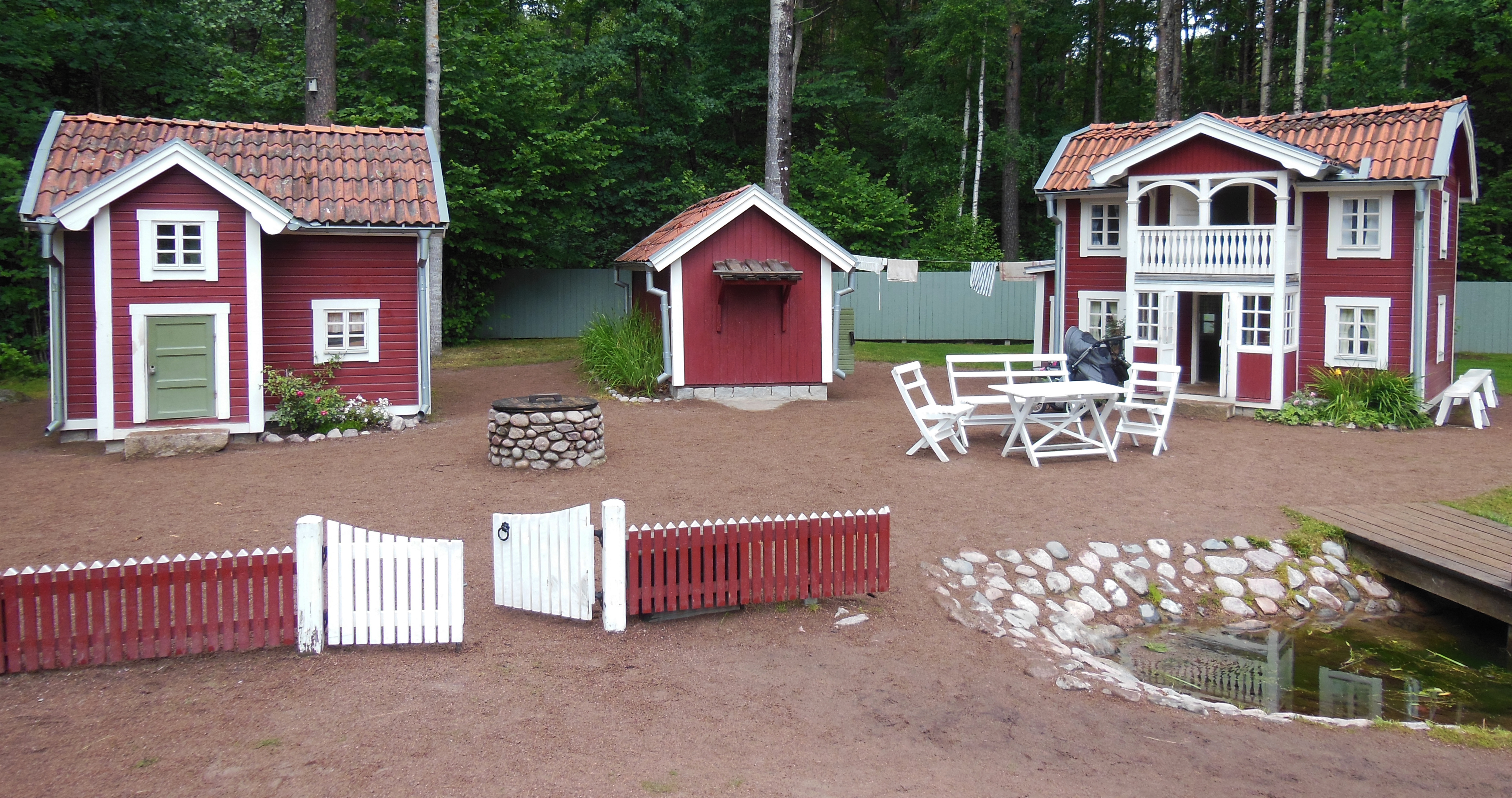
ヴィンメルビーにあるアストリッド・リンドグレーン・ワールドの六月が丘のミニチュア。

リサベットの本名はエリサベト（Elisabet）で、マディケンが乱暴な子なのに対して、最初は優しい妹だったが、後に姉妹の役割がほぼ入れ替わる。アルバはマディケンとリサベットをとても可愛がっており、まるで姉のように振る舞っている。アルバには婚約者がいないが、すでに結婚して子供もいる煙突掃除夫にちょっとした恋心を抱いている。また、洗濯や掃除を手伝いに来てくれるリーナス・イダ（Linus-Ida）というおばさんもいる。おばさんは六月が丘に住んでいるわけではないが、掃除や洗濯をしてくれるので、家族の一員のようになっている。おばさんは宗教心が強く、マディケンとリサベットのために聖書の話をしたり、歌を歌ったりギターを弾いたりしている。
隣人は貧しいニルソン家で、マディケンはこの家の十代の息子アッベに恋をしているせいか、長い時間を過ごしている。エミール・P・ニルソンおじさんはアルコール依存症で、グラスを空けるだけで精一杯である。エマ・ニルソンおばさんは、市場でプレッツェルを売ってお金を稼いでいる。アッベは家でプレッツェルをほとんど焼いていたが、本当の夢はパイロットか船乗りになることである。ニルソンの農場は「きらく荘」と呼ばれている。
他の2人の重要なキャラクターに、リーナス・イダおばさんと同じ通りに住む貧しい姉妹のミイアとマティスがいる。ミイアはマディケンの同級生で、おそらくリサベットとマティスも将来は同級生になる。マディケンとリサベットは、最初はミイアとマティスと敵対していたが、やがて友達になる。
マディケンは特徴的なエプロンを着ている姿で描かれることが多く、このエプロンはマディケンエプロン（madickenförkläde）と呼ばれるようになった。

## モデル
マディケンは、ヴィンメルビーで生まれ育ち、アストリッド・リンドグレーンの幼なじみである実在の人物、アンネ＝マリー・インニェストレーム（結婚後の姓はフリース）をモデルにしている。 彼女の父親は銀行の取締役で、白い石造りの大きな別荘に住んでいた。アストリッド・リンドグレーンは農家出身だが、2人はすぐに親友になった。1991年にアンネ＝マリーが亡くなった後、アストリッド・リンドグレーンはマディケンの正体を明らかにした。

## 本
- 『おもしろ荘の子どもたち』Madicken（1960年）
- 『川のほとりのおもしろ荘』Madicken och Junibackens Pims（1976年）
- 『雪の森のリサベット』Titta Madicken, det snöar!（1983年）（絵本）
- Allas vår Madicken（1983年）、おもしろ荘シリーズの2冊をまとめた本
- 『おもしろ荘のリサベット』När Lisabet pillade in en ärta i näsan "リサベットがえんどう豆を鼻に入れたとき"（1991年）（小説）
- 『クリスマスをまつリサベット』Jullov är ett bra påhitt, sa Madicken "クリスマス休暇はすてきな思いつきよ、とマディケンは言った" （1993年）（小説）

## 映画化
- 1979年 - Madicken（10月6日から11月10日まで放送された6話のテレビシリーズ）。そのうち4話が再編集され『おもしろ荘の子どもたち』Madicken på Junibacken（1980年）として公開された。
- 1979年 - 『川のほとりのおもしろ荘』Du är inte klok, Madicken（12月14日）

この映像化ではヨンナ・リリエンダールがマディケンを演じた。
撮影はエステルイェータランド県セーデルシェーピングで行われた。いくつかのシーンはイェヴレボリ県フォルスバッカにあるフォルスバッカ・ヴェーズヒュース（レストラン・ホテル）で行われた。

### 時代錯誤
映画『おもしろ荘の子どもたち』での航空ショーの場面ではタイガー・モスと呼ばれる飛行機が使われた。しかし、タイガー・モスが生産開始したのは1930年代であり、物語の舞台となる1916年には存在しなかった。

### 映画『リンドグレーン』
マディケンは、アストリッド・リンドグレーンの若い頃を描いた2018年の映画『リンドグレーン』でも描かれる。マディケンはアストリッドの友人として登場する。この映画ではソフィーア・カーレミールがマディケンを演じた。

## 引用句
- - Du är inte klok Madicken!
- - Pilutta dig!
- - Hälsa mamsen!
- - Annars mår ru'?
- - Sandaler minsann! Fint som kattskit i vällingen!
- - Tvåhundrafemtio kronor. För en gammal dö kärring!
- - Varför skulle jag vara nykter just idag?
- - Lisabet vet du vad jag är? Ja, men det kan jag bara säga i gaberoben